# بايفيل (نيويورك)
بايفيل (بالإنجليزية: Bayville, New York)‏ هي منطقة سكنية تقع في الولايات المتحدة في مقاطعة ناسو، نيويورك. يقدر عدد سكانها بـ 6,669 نسمة ومساحتها 3.8 كم2 وترتفع عن سطح البحر 12 متر.

## التركيبة السكانية
حدّد مكتب تعداد الولايات المتحدة بيانات التركيبة السكانية لبايفيل في تعداد الولايات المتحدة. في ما يلي، التركيبة السكانية حسب تعدادي 2000 و2010.

### تعداد عام 2000
بلغ عدد سكان بايفيل 7,135 نسمة بحسب تعداد عام 2000، وبلغ عدد الأسر 2,566 أسرة وعدد العائلات 1,906 عائلة مقيمة في القرية. في حين سجلت الكثافة السكانية 1,774.9 نسمة لكل كيلومتر مربع (4,597.0/ميل2). وبلغ عدد الوحدات السكنية 2,683 وحدة بمتوسط كثافة قدره 667.4 لكل كيلومتر مربع (1,728.6/ميل2).
وتوزع التركيب العرقي للقرية بنسبة 96.01% من البيض و0.31% من الأمريكيين الأفارقة و0.24% من الأمريكيين الأصليين و1.64% من الأمريكيين ذوي الأصول الآسيوية و1.08% من الأعراق الأخرى و0.73% من عرقين مختلطين أو أكثر و4.82% من الهسبانيون أو اللاتينيون من أي عرق.
بلغ عدد الأسر 2,566 أسرة كانت نسبة 35.9% منها لديها أطفال تحت سن الثامنة عشر تعيش معهم، وبلغت نسبة الأزواج القاطنين مع بعضهم البعض 61.1% من أصل المجموع الكلي للأسر، ونسبة 9.7% من الأسر كان لديها معيلات من الإناث دون وجود شريك، بينما كانت نسبة 3.5% من الأسر لديها معيلون من الذكور دون وجود شريكة وكانت نسبة 25.7% من غير العائلات. تألفت نسبة 20.6% من أصل جميع الأسر من عدة أفراد يعيشون في نفس المنزل ونسبة 7.6% كانت تتألف من شخص يعيش بمفرده يبلغ من العمر 65 عاماً أو أكثر. وبلغ متوسط حجم الأسرة المعيشية 2.74، أما متوسط حجم العائلات فبلغ 3.20.
بلغ العمر الوسطي للسكان 39.6 عاماً. وكانت نسبة 23.6% من القاطنين تحت سن الثامنة عشر، وكانت نسبة 5.9% بين الثامنة عشر والرابعة والعشرين عاماً، ونسبة 29.2% كانت واقعةً في الفئة العمرية ما بين الخامسة والعشرين والرابعة والأربعين عاماً، ونسبة 27.1% كانت ما بين الخامسة والأربعين والرابعة والستين، ونسبة 12.8% كانت ضمن فئة الخامسة والستين عاماً فما فوق. يوجد لكل 100 أنثى 96.4 ذكر، ويوجد لكل 100 أنثى في الثامنة عشر من عمرها فما فوق 95.6 ذكر.
بلغ متوسط دخل الأسرة في القرية 68,380 دولارًا، أما متوسط دخل العائلة فبلغ 77,838 دولارًا. وكان متوسط دخل الذكور 50,969 دولارًا مقابل 38,304 دولارًا للإناث. وسجل دخل الفرد الخاص بالقرية 33,665 دولارًا. وكانت نسبة 2.7% من العائلات ونسبة 4.7% من السكان تحت خط الفقر، وكان من هؤلاء نسبة 3.7% تحت سن الثامنة عشر ونسبة 8.3% في الخامسة والستين من العمر وما فوق.

### تعداد عام 2010
بلغ عدد سكان بايفيل 6,669 نسمة بحسب تعداد عام 2010، وبلغ عدد الأسر 2,471 أسرة وعدد العائلات 1,793 عائلة مقيمة في القرية. في حين سجلت الكثافة السكانية 1,659 نسمة لكل كيلومتر مربع (4,296.8/ميل2). وبلغ عدد الوحدات السكنية 2,651 وحدة بمتوسط كثافة قدره 659.5 لكل كيلومتر مربع (1,708.1/ميل2).
وتوزع التركيب العرقي للقرية بنسبة 95.04% من البيض و0.28% من الأمريكيين الأفارقة و0.43% من الأمريكيين الأصليين و1.68% من الأمريكيين ذوي الأصول الآسيوية و1.18% من الأعراق الأخرى و1.38% من عرقين مختلطين أو أكثر و6.49% من الهسبانيون أو اللاتينيون من أي عرق.
بلغ عدد الأسر 2,471 أسرة كانت نسبة 31.5% منها لديها أطفال تحت سن الثامنة عشر تعيش معهم، وبلغت نسبة الأزواج القاطنين مع بعضهم البعض 59.5% من أصل المجموع الكلي للأسر، ونسبة 9.2% من الأسر كان لديها معيلات من الإناث دون وجود شريك، بينما كانت نسبة 3.8% من الأسر لديها معيلون من الذكور دون وجود شريكة وكانت نسبة 27.4% من غير العائلات. تألفت نسبة 23.1% من أصل جميع الأسر من عدة أفراد يعيشون في نفس المنزل ونسبة 9.1% كانت تتألف من شخص يعيش بمفرده يبلغ من العمر 65 عاماً أو أكثر. وبلغ متوسط حجم الأسرة المعيشية 2.67، أما متوسط حجم العائلات فبلغ 3.15.
بلغ العمر الوسطي للسكان 45.6 عاماً. وكانت نسبة 21.7% من القاطنين تحت سن الثامنة عشر، وكانت نسبة 6.8% بين الثامنة عشر والرابعة والعشرين عاماً، ونسبة 20.6% كانت واقعةً في الفئة العمرية ما بين الخامسة والعشرين والرابعة والأربعين عاماً، ونسبة 35.2% كانت ما بين الخامسة والأربعين والرابعة والستين، ونسبة 15.8% كانت ضمن فئة الخامسة والستين عاماً فما فوق. وتوزع التركيب الجنسي للسكان بنسبة 48.3% ذكور و51.7% إناث.

## أعلام
- فرانك بريكوسكي
- إدغار آدامز